# Litri (Miguel Báez Quintero)
Pour les articles homonymes, voir Litri, Baez et Quintero.
Miguel Báez Quintero dit « Litri », né le 15 mai 1869 à Huelva (Espagne), mort le 14 janvier 1932 à Huelva, était un matador espagnol.

## Présentation
« Litri », fils du très modeste matador Miguel Báez « El Mequi », ne manifeste pas de goût particulier pour le toreo jusqu’à l’été 1882. À cette époque, alors qu’il était dans des marais proches d’Huelva, il se trouva face à un novillo échappé. Plutôt que de fuir, le jeune Miguel Báez torée le novillo, utilisant comme capote un sac qu’il transportait. Ce fut à la fois son premier affrontement avec le taureau et son « baptême du sang » car il fut légèrement blessé à la cuisse droite par un coup de corne. À partir de ce jour, il commença à fréquenter les tientas
En 1884, à Huelva, « Litri » assistait à une novillada quand l’un des novilleros paniqué, fut incapable de continuer son office. « Litri » sauta en piste et estoqua le novillo. En 1885 et 1886, il participe encore à quelques novilladas.
Le 2 septembre 1888, il se présente à Séville, aux côtés de Francisco Avilés « Currito » et Juan Jiménez « El Ecijano », face à six novillos de Antonio Miura.
Après son alternative à Séville en 1893, il torée avec succès jusqu’en 1911. Après sa retraite, il est élu conseiller municipal de sa ville natale.
Miguel Báez Quintero aura deux fils, Manuel et Miguel, tous deux matadors sous le même apodo de « Litri » ; son petit-fils, Miguel (fils de Miguel), sera lui aussi matador, toujours sous le même apodo.

### Carrière
- Présentation à Madrid : 1er novembre 1890 en mano a mano avec Francisco Bonar « Bonarillo ». Novillos de la ganadería de Mazpule.
- Alternative : Séville (Espagne) le 30 septembre 1893. Parrain, Francisco Bonar « Bonarillo ». Taureaux de la ganadería de don Antonio Hálcon.
- Confirmation d’alternative à Madrid : 28 octobre 1894. Parrain, « Guerrita » témoin, « Lagartijo ». Taureaux de la ganadería du duc de Veragua.